# Quinoclamin
Quinoclamin ist eine chemische Verbindung aus der Gruppe der Chinone, das als Herbizid eingesetzt wird.

## Gewinnung und Darstellung
Quinoclamin kann durch Reaktion von 2,3-Dichlor-1,4-naphthochinon mit Ammoniak durch nucleophile Substitution gewonnen werden.

## Eigenschaften
Quinoclamin ist ein gelber Feststoff, der praktisch unlöslich in Wasser ist.

## Verwendung
Quinoclamin wird als Herbizid und Algizid verwendet. Die Wirkung beruht auf der Hemmung der Photosynthese.

## Zulassung
In Deutschland wurde der Wirkstoff Quinoclamin 1998 zugelassen.
In der Europäischen Union war es mit Wirkung vom 1. Januar 2009 für Anwendungen als Herbizid zugelassen. Die Zulassung ist jedoch seit dem 31. Dezember 2018 erloschen.
Auch in der Schweiz sind Pflanzenschutzmittel mit diesem Wirkstoff nicht mehr zugelassen.